# Laka (fiume)
La Laka (in russo  Лака?) è un fiume della Russia europea settentrionale, affluente di sinistra del Kuloj. Scorre nell'Oblast' di Arcangelo.

## Descrizione
Il fiume ha origine sull'altopiano del Mar Bianco e del Kuloj a nord-ovest del lago Poltozero. Scorre in direzione nord-orientale e sfocia nel Kuloj a 119 km dalla foce. Ha una lunghezza di 157 km, il suo bacino è di 1 390 km².
Il fiume non incontra alcun insediamento urbano di qualche rilievo in tutto il suo corso. Le acque del fiume sono gelate in superficie per lunghi periodi ogni anno, mediamente da novembre a maggio analogamente a tutti i corsi d'acqua della zona.